# آلکساندریا، استان ووتسکی
الکساندریا، لودز ویوودشیپ (به لاتین: Aleksandria, Łódź Voivodeship) یک منطقهٔ مسکونی در لهستان است که در Gmina Ozorków واقع شده‌است.